# Dystrykt Tukpahbllee
Dystrykt Tukpahbllee – dystrykt w hrabstwie Bong, w środkowej części Liberii.
Położony jest 160 km na wschód od stolicy kraju – Monrovii.

## Demografia
Według spisu ludności z 2008 roku jednostka liczyła sobie 36 919 mieszkańców. Natomiast według spisu ludności przeprowadzonego w 2022 roku, dystrykt ma populację liczącą 13 120 mieszkańców, co czyni go jedenastym co do wielkości zaludnienia dystryktem w hrabstwie.
Dane z 2008:
| Opis      | Ogółem | Ogółem | Mężczyźni | Mężczyźni | Kobiety | Kobiety |
| --------- | ------ | ------ | --------- | --------- | ------- | ------- |
| Jednostka | osób   | %      | osób      | %         | osób    | %       |
| Populacja | 36 919 | 100    | 18 319    | 49,6      | 18 600  | 50,4    |

Dane z 2022:
| Opis      | Ogółem | Ogółem | Mężczyźni | Mężczyźni | Kobiety | Kobiety |
| --------- | ------ | ------ | --------- | --------- | ------- | ------- |
| Jednostka | osób   | %      | osób      | %         | osób    | %       |
| Populacja | 13 120 | 100    | 6 441     | 49,1      | 6 679   | 50,9    |

## Sąsiednie dystrykty
Boinsen, Dystrykt 3, Jorquelleh, Kokoyah